# Emery (Utah)
Emery é uma cidade  localizada no estado norte-americano de Utah, no Condado de Emery.

## Demografia
Segundo o censo norte-americano de 2000, a sua população era de 308 habitantes.
Em 2006, foi estimada uma população de 303, um decréscimo de 5 (-1.6%).

## Geografia
De acordo com o United States Census Bureau tem uma área de
3,1 km², dos quais 3,1 km² cobertos por terra e 0,0 km² cobertos por água.

## Localidades na vizinhança
O diagrama seguinte representa as localidades num raio de 40 km ao redor de Emery.